# Lex Calpurnia de repetundis
A Lex Calpurnia de repetundis ("Calpurnius törvénye a tulajdon visszaszerzéséről") Kr. e. 149-ből származó római törvény volt, mely Lucius Calpurnius Piso néptribunus kezdeményezésére jött létre. Piso létrehozta a római történelem első állandó büntetőbíróságát, mely a római helytartók által a provinciákban elkövetett növekvő számú bűncselekményekkel volt hivatott foglalkozni. A Lex Calpurnia mérföldkő volt mind a római jogban, mind a politikában.
A Lex Calpurnia előtt ad hoc bíróságok vizsgálták az ilyen büntetőügyeket, melyeken az érzelmek és retorikai eszközök használata dominált. Ehelyett az e törvény által létrehozott állandó bíróságon egy praetor elnökölt, az esküdtszék pedig szenátorokból állt, akiknek tehát társaik felett kellett ítélkezniük. Úgy tűnik, hogy a hatály és a büntetés nagyon korlátozott volt, mivel a tisztviselők ellen csak zsarolásért lehetett pert indítani, és csak arra kényszeríthették őket, hogy adják vissza, amit elloptak, további kártalanítás nélkül. Ráadásul a provinciális felpereseket egy római patrónusnak kellett képviselnie a bíróságon. Tekintettel a Lex Calpurnia korlátozásaira és arra a tényre, hogy szerzője konzervatív (optimates) volt, azt feltételezik, hogy Piso valójában a szenátusnak a népgyűlések és a néptribunusok feletti hatalmát akarta megerősíteni.
A Lex Calpurnia azonban politikai fegyverként került felhasználásra a szenátori frakciók között. A Kr. e. 130-as évek két híres pere valóban azt mutatja, hogy olyan prominens politikusok, mint Metellus Macedonicus és Scipio Aemilianus a bíróságon keresztül vonták felelősségre ellenségeiket. A politikai érdekek aztán a Lex Calpurnia ismételt módosításaihoz vezettek, nevezetesen a büntetések szigorítása és az esküdtszék összetételének megváltoztatása révén. A törvény gerince ennek ellenére még a császárkori Római Birodalomban is megmaradt.

## Háttér
Az első két pun háború után a Római Köztársaság gyorsan terjeszkedett Itálián kívül Szicíliában, Szardíniában és Korzikán, Cisalpine Galliában és Hispaniában. A római helytartók gyakran erőszakos viselkedést tanúsítottak ezekben a tartományokban, amelyeket a gazdagság és a presztízs gyors forrásaként kezeltek. Számos kormányzói vétség ismert; ezeket vagy polgári eljárásban, vagy az összegyűlt nép előtt eseti bíróságon üldözték, gyakran sikertelenül. Például 171-ben Marcus Popillius Laenas volt konzul ellen eljárást indítottak, mert rabszolgának adta el a statelliket, egy ligur népet, de a nyomozással megbízott praetor addig halogatta a nyomozást, amíg az ügyet ejtették. Ennek eredményeképpen általános volt az elégedetlenség azzal, ahogyan a bűnös kormányzók megúszhatták az ítéletet.
150-ben Servius Sulpicius Galba volt a propraetor Hispania Citeriorban, és a luzitánok ellen viselt hadat. Árulással vetett véget a háborúnak: nagylelkű békét ajánlott a luzitánoknak, de miután megadták magukat, legtöbbjüket lemészárolta és rabszolgává tette. Galba árulásán felháborodva a 149 Lucius Scribonius Libo néptribunus törvényjavaslatot készített egy ad hoc bíróság felállításáról Galba perelésére. Scriboniust Cato, a cenzor támogatta, aki valószínűleg a hispániai cliensei felhívására válaszolt. (Catónak kiemelkedő pártfogói hálózata volt Hispániában). Rómába visszatérve Galba felszólalt Scribonius törvényjavaslata ellen a Plebejus Tanács előtt, ahol a kérdést vitatták. Galba kiváló szónok volt, és rájátszott a tömeg érzelmeire azáltal, hogy gyermekeit a színpadra hozta, és könnyeit hullatva könyörögött értük; védekezésétől meghatva az egybegyűltek elutasították Scribonius törvénytervezetét.
149-ben egy másik néptribunus, Lucius Calpurnius Piso Frugi a Galba-ügy által felvetett problémát egy állandó büntetőbíróság létrehozásával kívánta megoldani a római tisztviselők megítélésére. Catohoz hasonlóan Piso is fontos mecénás volt Hispániában, mivel nagybátyja, Gaius Calpurnius Piso szolgált ott praetorként 186-ban Piso népszavazáson fogadtatta el törvényjavaslatát.

## A törvény
A Lex Calpurnia létrehozta az első állandó bíróságot (lat. quaestio perpetua), amelyet minden évben ülésre hívtak össze, ami a római jog történetének egyik legfontosabb újítása volt. Elnöke a peregrine praetor volt – az a praetor, aki a nem római állampolgárokat érintő ügyekkel foglalkozott (lat. peregrinus : külföldi). A peregrine praetor de facto városi praetor lett, mivel ez az új hivatal arra kényszerítette, hogy Rómában maradjon. A Lex Calpurnia esküdtszéket is létrehozott, ami egy további újítás volt a római jogrendszerben; Pisót talán hasonló görögországi esküdtbíróságok ihlették, például Rodoszban működő testület. Az esküdteket kizárólag a szenátusból lehetett kiválasztani. Az esküdtek kiválasztásának folyamata nem ismert.
A törvény részleteiről, különösen az eljárásról és arról, hogy kik alkalmazhatták, keveset tudunk. Az egyik fő probléma az, hogy a bíróság előtt csak római polgárok emelhettek vádat. A modern tudósok több elméletet is megfogalmaztak annak magyarázatára, hogy a provinciálisok miként perelhették be a volt tisztviselőket. Michael Crawford történész azt javasolta, hogy a provinciálisok ideiglenes állampolgárságot kaptak a tárgyalások idejére, de a modern tudósok többsége úgy véli, hogy a római mecénásoknak kellett képviselniük őket, akik a nevükben jártak el. A törvény hatálya ráadásul nagyon korlátozott volt, mivel csak a vagyon visszaszerzésével foglalkozott. Nem volt semmiféle rendelkezés a rabszolgaság vagy tömegmészárlás megtorlására, ahogy Galba tette a luzitánok ellen 150-ben Ráadásul a bűnösnek ítélt tisztviselőket csak az általuk okozott kár megtérítésére ítélhették; más büntetésben nem részesülhettek.
A Lex Calpurnia szelídségének magyarázata érdekében Erich Gruen felvetette, hogy Piso meg akarta erősíteni a szenátus hatalmát a néptribunusokkal és a népgyűlésekkel szemben. A Lex Calpurnia alapján indult büntetőpert ugyanis – a korábbi ad hoc bíróságokhoz hasonlóan – a néptribunus nem vétózhatta meg, az ítéletét pedig nem lehetett fellebbezni, ami így jelentősen megnövelte a szenátus befolyását.

## Perek
A Lex Calpurnia elfogadása után kilenc évig nem ismert egyetlen per sem, amelyben ezt a törvényt alkalmazták volna. Az első feljegyzett de repetundis per Decimus Junius Silanus Manlianus ellen volt, aki 141-ben Makedóniában praetor volt. A következő évben egy makedón követség különféle követelésekkel vádolta meg a szenátus előtt, de Silanus természetes apja – Titus Manlius Torquatus – kérte a jogot, hogy először négyszemközt ítélkezzen felette. Mivel Torquatus egykori konzul volt, aki szigorúságáról volt híres, és szigorú erkölcsi kódexű családból származott, kérését a szenátus és a makedónok elfogadták. Miután mindkét felet otthon meghallgatta, Torquatus bűnösnek találta Silanust, és száműzte a szeme elől, ami arra késztette Silanust, hogy öngyilkos legyen. A per Silanus öngyilkossága után is folytatódott, hogy a felpereseket kártalanítsák.
Silanus tárgyalása valószínűleg felkeltette az érdeklődést Rómában, és több politikai csoport úgy látta, hogy a Lex Calpurnia a politikai ellenfelekkel való leszámolásban hatékony fegyver lehet 138-ban négy korábbi konzul, Quintus Caecilius Metellus Macedonicus (konzul 144-ben) és testvére , Lucius Metellus Calvus (konzul 142-ben), valamint Gnaeus és Quintus Servilius Caepio (konzul 141-ben és 140-ben) zsarolásért perelte Pompeius Quintust, aki konzul és prokonzul volt Hispania Citeriorban 141-ben és 140-ben. A Metelliek és Caepionék közötti családi kapcsolatok bizonyossá teszik, hogy frakciót alkottak, és vádjukat inkább a Pompeius elleni ellenségeskedés motiválta, mint a hispániai provinciálisok jóléte. Pompeius homo novus volt, akinek gyors felemelkedése sok szenátort felháborított, de ellenségeinek lenyűgöző "pedigréje" ellenére felmentették. Cicero elmondja, hogy az esküdtek nem akartak elítélni egy férfit a vádlók presztízse ellenére sem.
A bíróságnak a Metelli általi politikai fegyverként való felhasználása arra késztette Scipio Aemilianust, hogy ugyanezt tegye egyik ellenségével, Lucius Aurelius Cottával szemben. Ebben az esetben a politikai indíték még nyilvánvalóbb, mivel Cotta 144-ben konzul volt, és nem szolgált tartományban. Scipio már korábban beperelhette volna, de ezt csak azután tette meg, hogy a bíróság a "belső szenátori hadviselés csataterévé" vált. Ezúttal Metellus Macedonicus volt Cotta vádlottjai között; Scipióval való ellenségeskedése jól dokumentált. Hét halasztás után Cottát végül felmentették. Az előző esethez hasonlóan valószínű, hogy az esküdtszéket alkotó szenátorok nem akartak politikai viszály részesei lenni, bár Appianosz elmondja, hogy Cotta megvesztegette az esküdteket.
137-ben Scipio támogatta , Lucius Cassius Longinus Ravilla néptribunus törvényjavaslatát, amely kötelezővé tette a titkos szavazás használatát a népgyűlés elé terjesztett büntetőügyekben (kivéve a hazaárulást). Valószínű, hogy mivel a bíróság nem úgy működött, ahogy várta, Scipio úgy gondolta, hogy a képlékenyebb, népszerű esküdtszékek alkalmasabbak lesznek ellenfelei elítélésére. Ráadásul 136-ban Scipio ellensége, Marcus Aemilius Lepidus Porcina ellen a népgyűlés előtt vádat emeltek, és elítélték.

## Módosítások
Az első törvény, amely a Lex Calpurniát módosította, a homályos Lex Junia volt, amely 126-ból vagy 123-ból származik, és Marcus Junius Silanusnak vagy Marcus Junius Congusnak tulajdonítják. Valószínű, hogy a lex Junia adta hozzá a lovagok – a római arisztokrácia második szintjét – az esküdtszékhez.
122-ben Manius Acilius Glabrio néptribunus elfogadta a Lex Acilia repetundarumot a Gaius Gracchus által szorgalmazott hatalmas reformprogram részeként. Ezáltal az esküdtszék kizárólag a lovagok közül került ki; a szenátorok így többé nem ítélkezhettek társaik felett, és ennek következtében a vádemelések sikerességének aránya megnőtt. Ezenkívül a nem állampolgárok is vádat emelhettek a római tisztviselők ellen, és megkapták a római állampolgárságot, ha a vád sikeres volt. A Lex Acilia végül megduplázta a zsarolásért kiszabott bírságot, talán azért, mert a kezdeti Lex Calpurniát túlságosan engedékenynek tartották az egyszerű visszatérítéssel. Az esküdtek összetétele 106-ban ismét megváltozott, amikor Quintus Servilius Caepio konzul törvénye kimondta, hogy az esküdtek felének szenátornak kell lennie. A Lex Servilia Caepionist 104-ben vagy 101-ben a populares néptribunus , Gaius Servilius Glaucia a Lex Servilia Glauciae- vel visszaállította, ami az esküdtszék teljes ellenőrzését visszaadta a lovagoknak, az elítélt tisztviselőket pedig állampolgárság elvesztésével büntette. 81-ben a konzervatív (optimates) diktátor, Sulla Lex Cornelia de Maiestate-jával eltávolította az összes lovagot a bíróságokról 59-ben Julius Caesar mint konzul elfogadta a nagyon szigorú Lex Iulia de Repetundist, amely száműzetésbe kényszerítette a bűnös tisztviselőket, és felváltotta Sulla törvényét is.
Végül Kr. e.. 4-ben Augustus elfogadta a Senatus Consultum Calvisianumot, amely újradefiniálta a római tisztviselők túlkapásaival kapcsolatos eljárásokat; a túlkapásokat mostantól szenátorokból álló esküdtszék ítélte meg, és a szankció egyszerű visszatérítés volt. Közel 150 évnyi oda-vissza törvénykezés után Augustus tehát visszatért a Lex Calpurnia eredeti rendelkezéseihez.
Az állandó bíróság létrehozása számos későbbi más állandó bíróságok létrehozásához vezetett, amelyek mindegyike egy-egy bűncselekménnyel foglalkozott, mint például hazaárulás (majestas), vesztegetés (ambitus), mérgezés (veneficia), gyilkosok és bűnözők (sicarii), lázadás (vis) stb.

## Fordítás
Ez a szócikk részben vagy egészben  a   Lex Calpurnia de repetundis című angol Wikipédia-szócikk ezen változatának fordításán alapul.  Az eredeti cikk szerkesztőit annak laptörténete sorolja fel. Ez a jelzés csupán a megfogalmazás eredetét és a szerzői jogokat jelzi, nem szolgál a cikkben szereplő információk forrásmegjelöléseként.

## Bibliográfia

### Ókori források
- Cicero, Pro Fonteio .
- Appian, Bellum Civile.

### Modern források
- Michael C. Alexander, Trials in the Late Roman Republic, ie 149-től ie 50-ig, University of Toronto Press, 1990.
- AE Astin, Scipio Aemilianus, Oxford, Clarendon Press, 1967.
- ——, Andrew Lintott, Elizabeth Rawson (szerkesztők), The Cambridge Ancient History, vol. IX, A római köztársaság utolsó kora, ie 146–43, Cambridge University Press, 1992.
- Ian Betts & Bruce Marshall, "The Lex Calpurnia of 149 BC", Antichthon, 47. kötet, 2013, pp. 39–60.
- T. Corey Brennan, The Praetorship in the Roman Republic, Oxford University Press, 2000.
- T. Robert S. Broughton, The Magistrates of the Roman Republic, American Philological Association, 1951–1952.
- Gary Forsythe, L. Calpurnius Piso Frugi történész és a római annalista hagyomány, Lanham, MD, 1994.ISBN 9780819197429
- Erich S. Gruen, Roman Politics and the Criminal Courts, 149–78 BC, Cambridge, MA, Harvard University Press, 1978.
- AHM Jones, The Criminal Courts of the Roman Republic and Principate, Blackwell, 1972.
- AW Lintott, " The Procedure under the Leges Calpurnia and Iunia de Repetundis and the Actio per Sponsionem ", in Zeitschrift für Papyrologie und Epigraphik, 1976, Bd. 22, pp. 207–214.
- Boris Rankov, "M. Iunius Congus the Gracchan", in M. Whitby & P. Hardie (szerkesztők), Homo Viator: Classical Essays for John Bramble, Bristol Classical Press, 1987. pp. 89–94.
- Howard Hayes Scullard, Roman Politics 220–150 BC, Oxford University Press, 1951.